# Grand Marché de Rijeka
Le Grand Marché de Rijeka (en croate : Velika tržnica) est une halle de marché située à Rijeka, en Croatie. Le Marché couvert, un complexe de bâtiments classé composé de deux pavillons identiques et du bâtiment du marché aux poissons, est situé entre le terminal des ferries de la ville et le Théâtre national. Ici, on fait du commerce de poissons, de fruits, de légumes, d'artisanat, le marché étant l'une des attractions de la ville'.

## Histoire
La place devant le Théâtre National et l'emplacement de la halle du marché ont été créés au XIXe siècle. En 1865, le premier marché aux poissons fut construit sur les dessins d'Antonio Dessepio, lorsque la ville s'appelait Fiume. En 1880 deux pavillons de marché identiques furent construits en style historiciste. Les pavillons ont été conçus par Izidor Vauchning et réalisés en acier et en verre. Le marché aux poissons fut démoli en 1912 et l'architecte Carlo Pergoli fut chargé de concevoir un nouveau bâtiment. Un bâtiment unique de style Liberty avec des éléments romans a été érigé. Les décorations ornementales du bâtiment ont été réalisées par le sculpteur vénitien Urbano Bottasso.

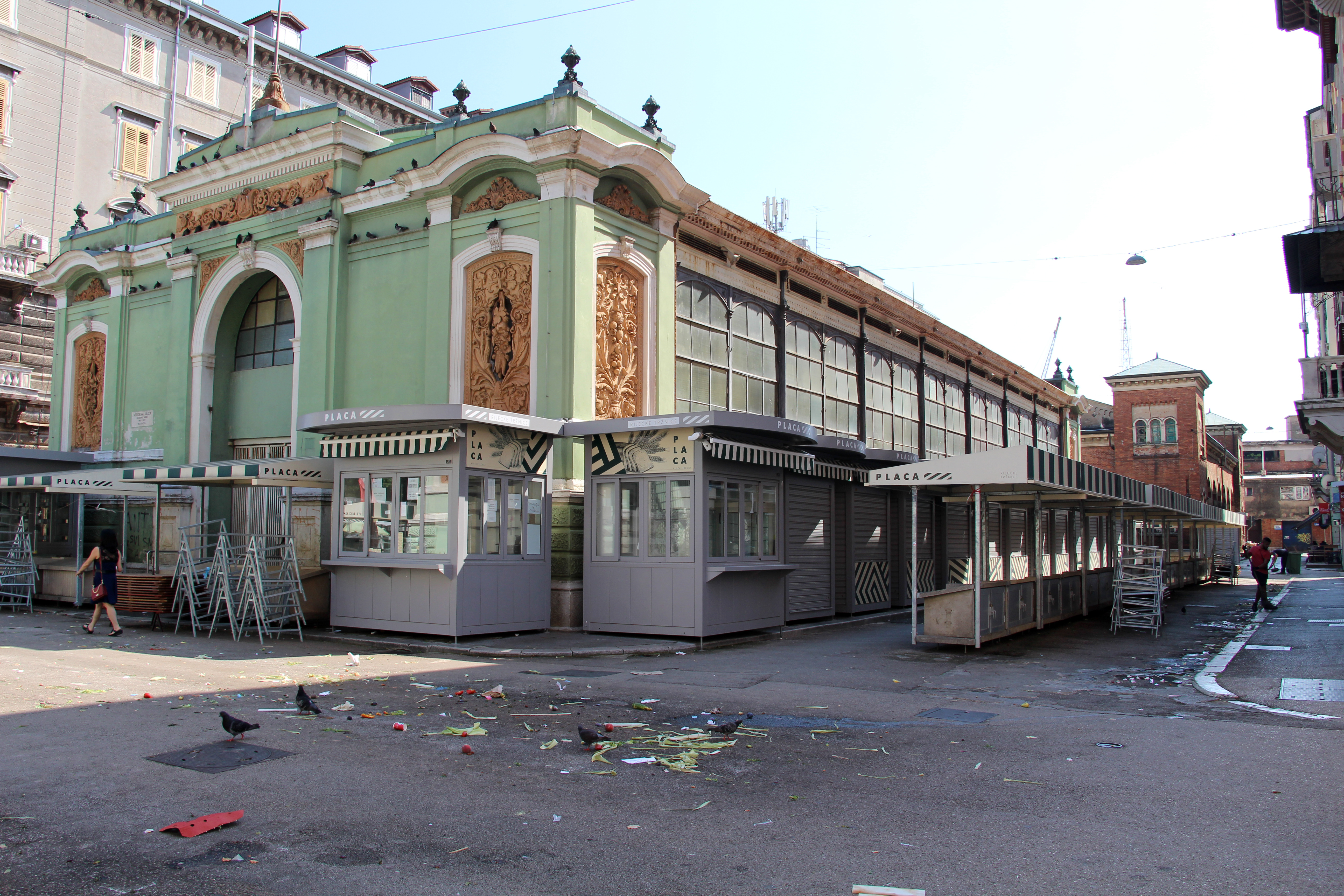
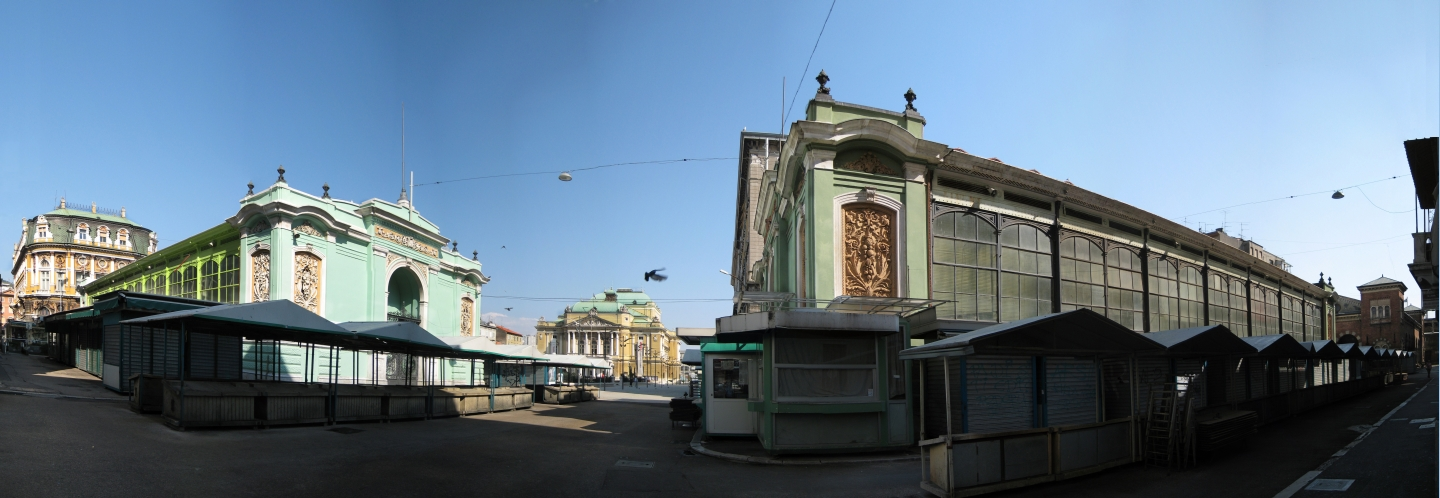
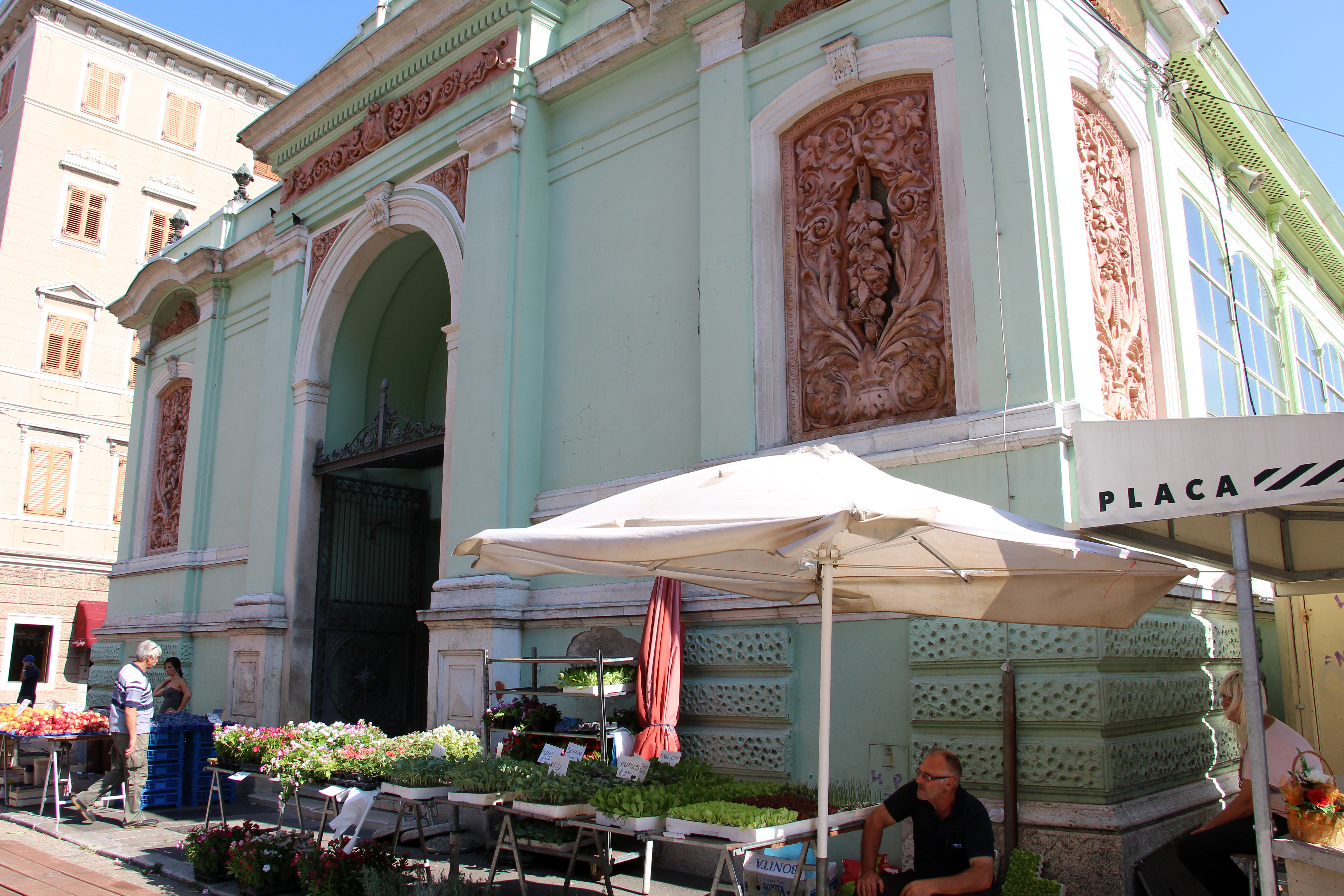